# Herbert Maisch
Herbert Karl Adolf Maisch (né le 18 décembre 1890 à Nürtingen, dans le royaume de Wurtemberg et mort le 10 octobre 1974 à Cologne) est un réalisateur de cinéma et directeur de théâtre allemand.

## Biographie
En mars 1910, il s'engage comme enseigne dans le 120e régiment d'infanterie (de) de l'armée wurtembergeoise. Pendant la Première Guerre mondiale, il est au front en tant qu'officier d'infanterie, est blessé quatre fois et perd son bras droit. En dernier lieu, il sert comme capitaine à l'état-major de la 228e division d'infanterie (de).
Herbert Maisch est directeur (intendant) du théâtre d'Erfurt de 1928 à 1930 puis au théâtre national de Mannheim (de) jusqu'en 1933. Il découvre entre autres le talent de Willy Birgel.
Herbert Maisch se tourne vers le cinéma en 1934 en assistant le réalisateur Frank Wysbar pour le tournage Hermine und die sieben Aufrechtern, produit en Suisse par Terra Film, avec Heinrich George et Karin Hardt dans les rôles principaux.
Il réalise lui-même La Valse du roi (en) (Königswalzer), film viennois sorti en 1935. Il dirige treize films jusqu'à la fin de la Guerre, produits par la UFA, dont certains ont un caractère de propagande. Son film Des cœurs forts (Starcke Herze) est une œuvre anti-communiste mettant en scène deux frères qui date de 1937.
Il tourne aussi des films de guerre dont certains remportent un grand succès comme Des Hommes sans patrie (Menschen ohne Vaterland) en (1937), D III 88 en 1939 et surtout le film anti-britannique Oncle Krüger (Ohm Krüger) en 1941. 
Herbert Maisch retourne au théâtre après 1945. Il dirige plusieurs théâtres nationaux à Bonn, jusqu'en 1959.

## Filmographie
- 1934 : Hermine und die sieben Aufrechtern, de Frank Wisbar et Heinz Paul, assistant réalisateur.
- 1935 : Un hôte idéal (de) (Ein idealer Gatte), de Herbert Selpin, assistant réalisateur
- 1936 : Liebeserwachen, avec Karin Hardt, Hans Schlenck (de), Walter Rilla
- 1935 : La Valse du roi (en) (Königswalzer), avec Willi Forst et Heli Finkenzeller (de)
- 1936 : Boccaccio, avec Willy Fritsch et Helli Finkenzeller
- 1937 : Des cœurs forts (Starke Herzen), avec Gustav Diessl et Maria Cebotari
- 1937 : Des Hommes sans patrie (Menschen ohne Vaterland), avec Willy Fritsch, Willy Birgel et Maria von Tasnady
- 1938 : Nuits andalouses ( Andalusische Nächte), avec Imperio Argentina et Friedrich Benfer
- 1938 : Nanon, avec Erna Sack et Johannes Heesters
- 1939 : D III 88, avec Otto Wernicke et Christian Kayssler
- 1940 : Friedrich Schiller, triomphe d'un génie (Friedrich Schiller – Triumph eines Genies), avec Horst Caspar, Heinrich George, Lil Dagover
- 1941 : Oncle Krüger (Ohm Krüger), codirigé par Hans Steinhoff, avec Emil Jannings
- 1942 : Andreas Schlüter, avec Heinrich George et Olga Tschechowa
- 1944 : Le Violon magique (Die Zaubergeige), avec Will Quadflieg et Gisela Uhlen
- 1944 : Musique à Salzbourg (de) (Musik in Salzburg), avec Willy Birgel, Lil Dagover et Hans Nielsen
- 1958 : Das gab's nur einmal, film de compilation